# Seclin
Seclin [səklɛ̃] est une commune française située dans le département du Nord (59), en région Hauts-de-France.
Peuplée de 12 500 habitants, la ville se trouve à la lisière de la conurbation lilloise, en Flandre romane. Elle fait partie de la Métropole européenne de Lille.
Ancien site d'occupation préhistorique, au moins néolithique,, puis vicus gallo-romain, autrefois en grande partie zone humide et marais, développée autour d'une collégiale au Moyen Âge, c'est aujourd'hui une ville satellite de Lille, siège du plus grand parc d'entreprises de la région. C'est aussi une commune agricole, urbanisée seulement au tiers de sa superficie.

## Géographie

### Situation
Capitale historique du Mélantois, Seclin se situe en Flandre romane à 9,6 km au sud de Lille (10,2 km par la route).
Seclin est une « ville à la campagne » de près de 13 000 habitants urbanisée au tiers de sa superficie qui est de 1 742 hectares. On y trouve de nombreux équipements culturels et sportifs, deux musées, trois monuments historiques.

### Communes limitrophes
Les communes limitrophes sont  Attiches, Avelin, Chemy, Gondecourt, Houplin-Ancoisne, Noyelles-lès-Seclin, Phalempin, Templemars et Wattignies.
| Noyelles-lès-Seclin Houplin-Ancoisne | Wattignies | Templemars |
| Gondecourt                           | Seclin     | Avelin     |
| Chemy                                | Phalempin  | Attiches   |

### Écarts et lieux-dits
En plus de la ville-centre, Seclin est aussi constituée de hameaux :
- Martinsart : C'est un ancien village-rue comportant une église et organisé autour de la rue Jean-Baptiste Mullier. Martinsart est un ancien village agricole qui s'est progressivement péri urbanisé comme la majorité des zones rurales de l'aire urbaine lilloise.
- Watiessart :
- Burgault :
- La Ferme des Euwis :
- Le Riez :

### Hydrographie

#### Réseau hydrographique
La commune est située dans le bassin Artois-Picardie. Elle est drainée par la Naviette, le canal de Seclin, la Riez, la Watiessart, le rattepont et divers autres petits cours d'eau,.
| (texte à fusionner) La commune est située dans le bassin Artois-Picardie. Elle n'est drainée par aucun cours d'eau,. |

La Naviette, d'une longueur de 11 km, prend sa source dans la commune de Phalempin et se jette  dans le canal de la Deûle à Houplin-Ancoisne, après avoir traversé six communes.

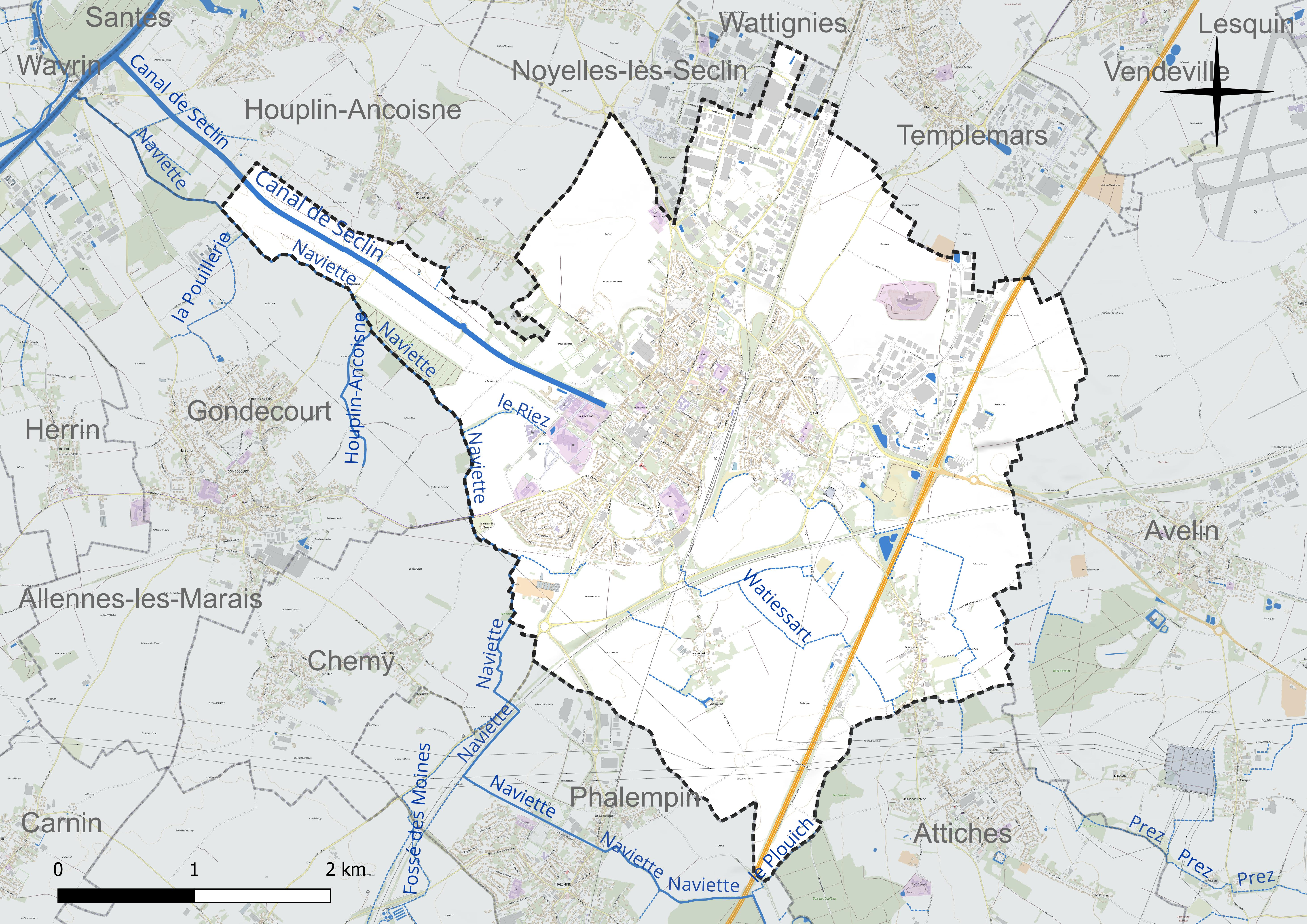
Réseau hydrographique de Seclin[Note 1].
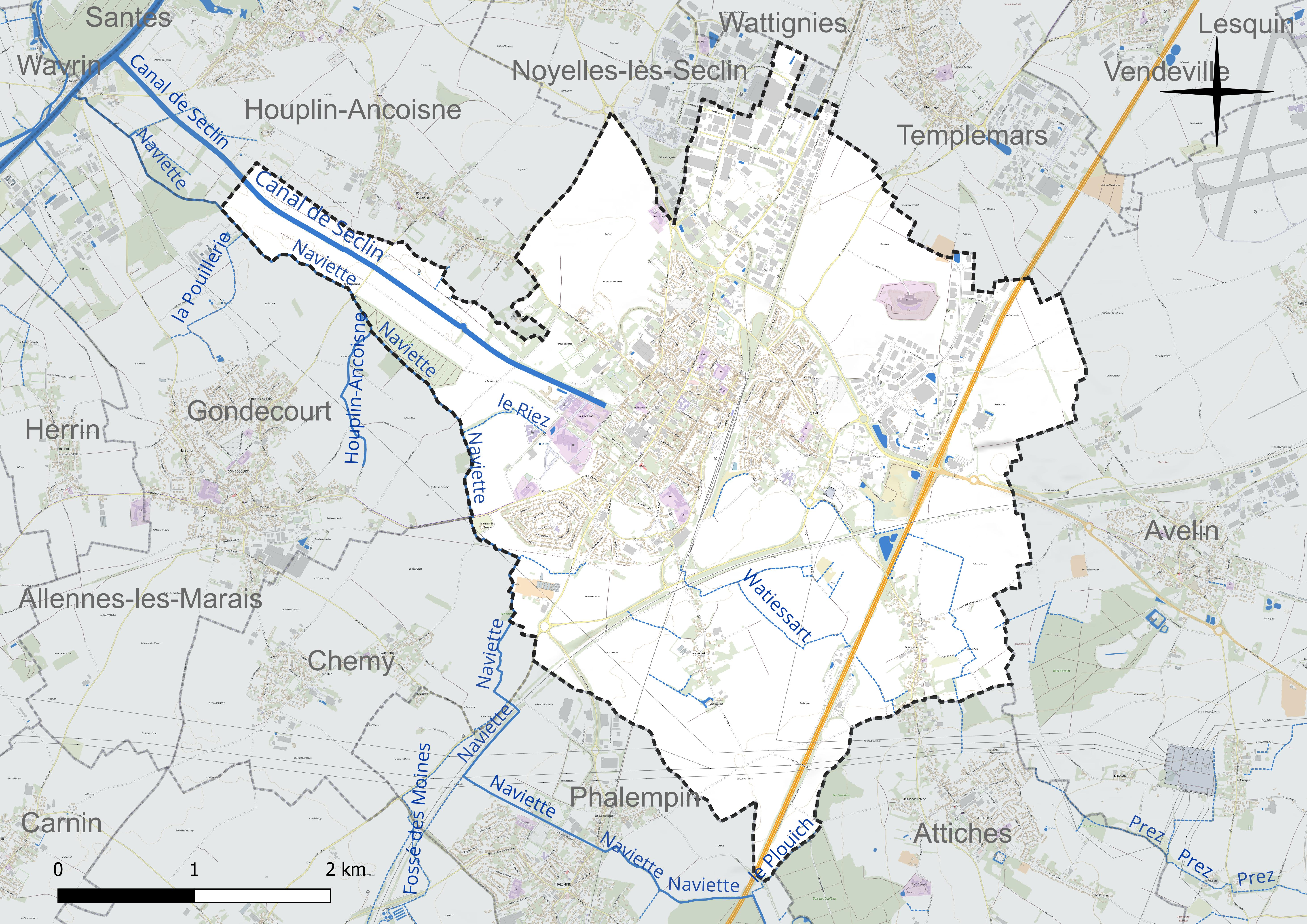
Réseau hydrographique de Seclin.

#### Gestion et qualité des eaux
Le territoire communal est couvert par le schéma d'aménagement et de gestion des eaux (SAGE) « Marque Deûle ». Ce document de planification concerne un territoire de 1 120 km2 de superficie, délimité par les bassins versants de la Marque et de la Deûle, formant une vaste cuvette sédimentaire de 40 km de long et de 25 km de large, où la pente est très faible. Le périmètre a été arrêté le 2 décembre 2005 et le SAGE proprement dit a été approuvé le 9 mars 2020. La structure porteuse de l'élaboration et de la mise en œuvre est la Métropole européenne de Lille.
La qualité des cours d'eau peut être consultée sur un site dédié géré par les agences de l'eau et l'Agence française pour la biodiversité.

### Climat
Pour des articles plus généraux, voir Climat des Hauts-de-France et Climat du Nord.
En 2010, le climat de la commune est de type climat océanique dégradé des plaines du Centre et du Nord, selon une étude du CNRS s'appuyant sur une série de données couvrant la période 1971-2000. En 2020, Météo-France publie une typologie des climats de la France métropolitaine dans laquelle la commune est exposée à un climat océanique et est dans la région climatique  Nord-est du bassin Parisien, caractérisée par un ensoleillement médiocre, une pluviométrie moyenne régulièrement répartie au cours de l'année et un hiver froid (3 °C).
Pour la période 1971-2000, la température annuelle moyenne est de 10,6 °C, avec une amplitude thermique annuelle de 14,4 °C. Le cumul annuel moyen de précipitations est de 682 mm, avec 12 jours de précipitations en janvier et 8,8 jours en juillet. Pour la période 1991-2020, la température moyenne annuelle observée sur la station météorologique la plus proche, située sur la commune de Lesquin à 7 km à vol d'oiseau, est de 11,3 °C et le cumul annuel moyen de précipitations est de 740,0 mm,. Pour l'avenir, les paramètres climatiques de la commune estimés pour 2050 selon différents scénarios d'émission de gaz à effet de serre sont consultables sur un site dédié publié par Météo-France en novembre 2022.

## Urbanisme

### Typologie
Au 1er janvier 2024, Seclin est catégorisée centre urbain intermédiaire, selon la nouvelle grille communale de densité à sept niveaux définie par l'Insee en 2022.
Elle appartient à l'unité urbaine de Lille (partie française), une agglomération internationale regroupant 60  communes, dont elle est une commune de la banlieue,,. Par ailleurs la commune fait partie de l'aire d'attraction de Lille (partie française), dont elle est une commune de la couronne,. Cette aire, qui regroupe 201 communes, est catégorisée dans les aires de 700 000 habitants ou plus (hors Paris),.

### Occupation des sols
L'occupation des sols de la commune, telle qu'elle ressort de la base de données européenne d'occupation biophysique des sols Corine Land Cover (CLC), est marquée par l'importance des territoires agricoles (63,1 % en 2018), en diminution par rapport à 1990 (71,9 %). La répartition détaillée en 2018 est la suivante : 
terres arables (58,6 %), zones industrielles ou commerciales et réseaux de communication (20,2 %), zones urbanisées (16,6 %), zones agricoles hétérogènes (3,5 %), prairies (0,9 %), forêts (0,1 %). L'évolution de l'occupation des sols de la commune et de ses infrastructures peut être observée sur les différentes représentations cartographiques du territoire : la carte de Cassini (XVIIIe siècle), la carte d'état-major (1820-1866) et les cartes ou photos aériennes de l'IGN pour la période actuelle (1950 à aujourd'hui).

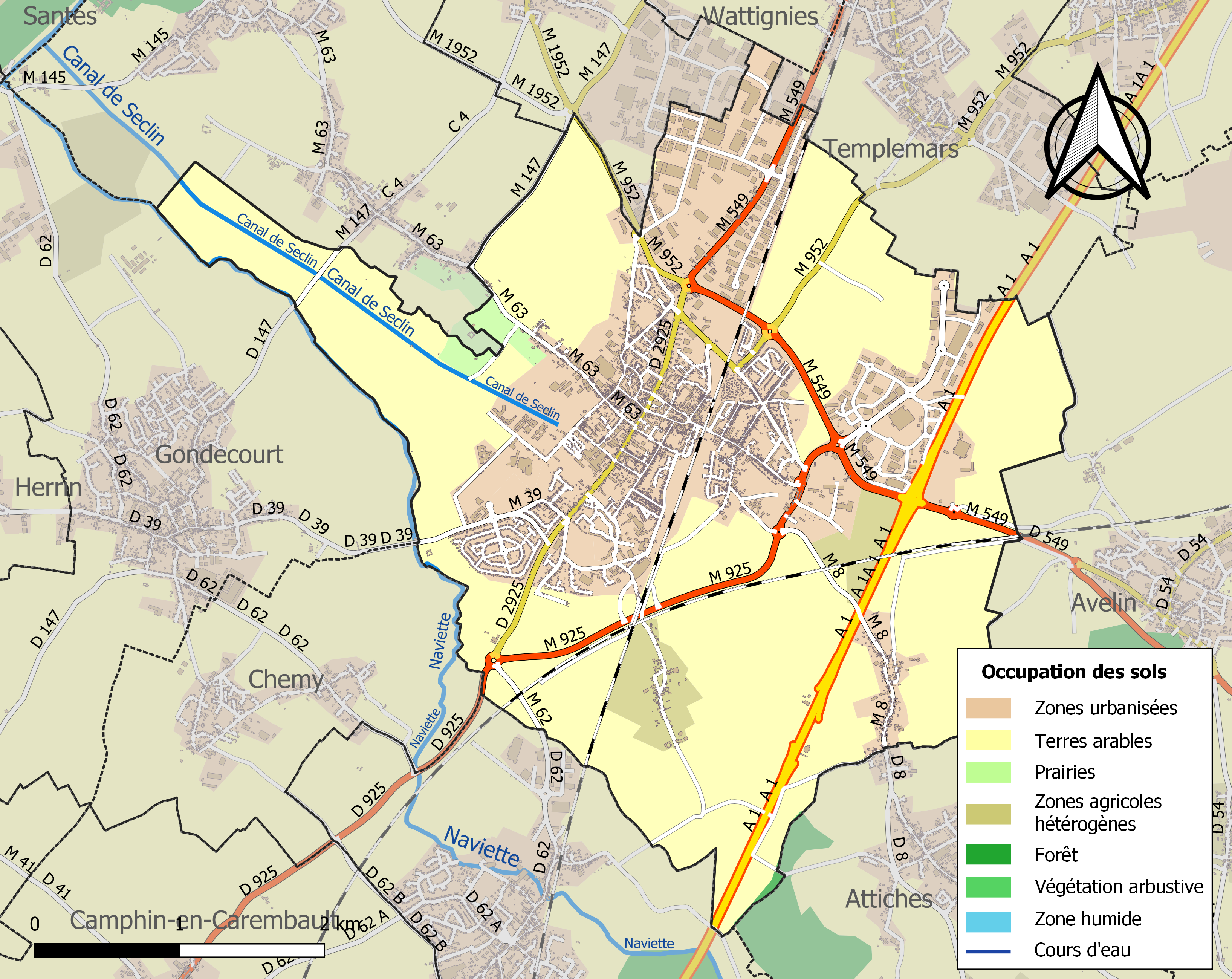
Carte des infrastructures et de l'occupation des sols de la commune en 2018 (CLC).

### Voies de communication et transports
La commune est desservie par l'autoroute A1 (sortie 19). Elle est aussi traversée par la LGV Nord, qui croise l'A1 à cet endroit.
La gare de Seclin est desservie par des trains TER Hauts-de-France effectuant des missions entre les gares de Lille-Flandres et de Douai, ou de Lens.
La commune est desservie, en 2023, par la Liane 92, les lignes 55, 912 et par la ligne de transport à la demande 21R du réseau Ilévia. Elle est également desservie par les lignes 852, 856, 858, 879, 883 et 895 du réseau interurbain Arc-en-Ciel 2.

## Toponymie
D'un nom de personne germanique Sichelin, Sikelin en flamand.
Le nom évolue au cours des siècles : Sacilinum (VIIIe siècle), Selini (vers 1030) Sicclinium (1039), Seclin (1104).
Noms anciens. Sacilinium, de S. Eligto, Acta SS. Belgii I, 97. Se Uni. Lettre à la comtesse Ogine, pour St-Bavon de Gand, vers 1030, Mir. I, 349. Sicclinium, dipl. du comte de Flandre Robert, pour Phalempin,1039. Mir. I, 362.
Ses habitants sont appelés les Seclinois. Le surnom ou nom jeté des habitants est les loquebaux de S'clin ; il viendrait d'une visite de Louis XI à Seclin, et de la surprise qu'il eut de voir ses hôtes seclinois parés d'aussi beaux habits : Dieu que vous avez de bielles loques.

## Préhistoire
Un gisement préhistorique, datant du paléolithique moyen a été trouvé par H. Halbaut fin mai 1974 à l'occasion de travaux de terrassement destinés à implanter des citernes dans l'enceinte d'une usine. Dans une couche humifère (dite "Complexe de Seclin" par Leroi-Gourhan ef al., 1978) datée du début Glaciaire weichsélien, le gisement a révélé des lames, éclats Levallois et un outillage retouché peu abondant, avec traces d'un atelier de débitage d'éclats Levallois associé à un débitage laminaire de type particulier.

## Histoire
Faits historiques : Seclin étant menacé par les Normands, vers 783, le corps de saint Piat fut transporté momentanément à Chartres.
Seclin brûlé au temps de la bataille de Bouvines, en 1214. Loi de commune octroyée le 11 octobre 1218. Siège d'un camp de Philippe-le-Bel, en 1297. Pillé et brûlé de nouveau, par le comte de Hainaut en août 1340. Séjour du roi Charles Y, en novembre 1382. Siège des conférences entre Philippe le Bon et les Gantois en 1453, la ville étant alors incluse dans les Pays-Bas bourguignons depuis le XVe siècle. Défaite, par les habitants de Seclin, des Gueux qui venaient piller l'église en 1566. Vigoureuse défense des Seclinois, en 1794, contre un parti autrichien qui voulait dévaster la ville.

### Temps anciens

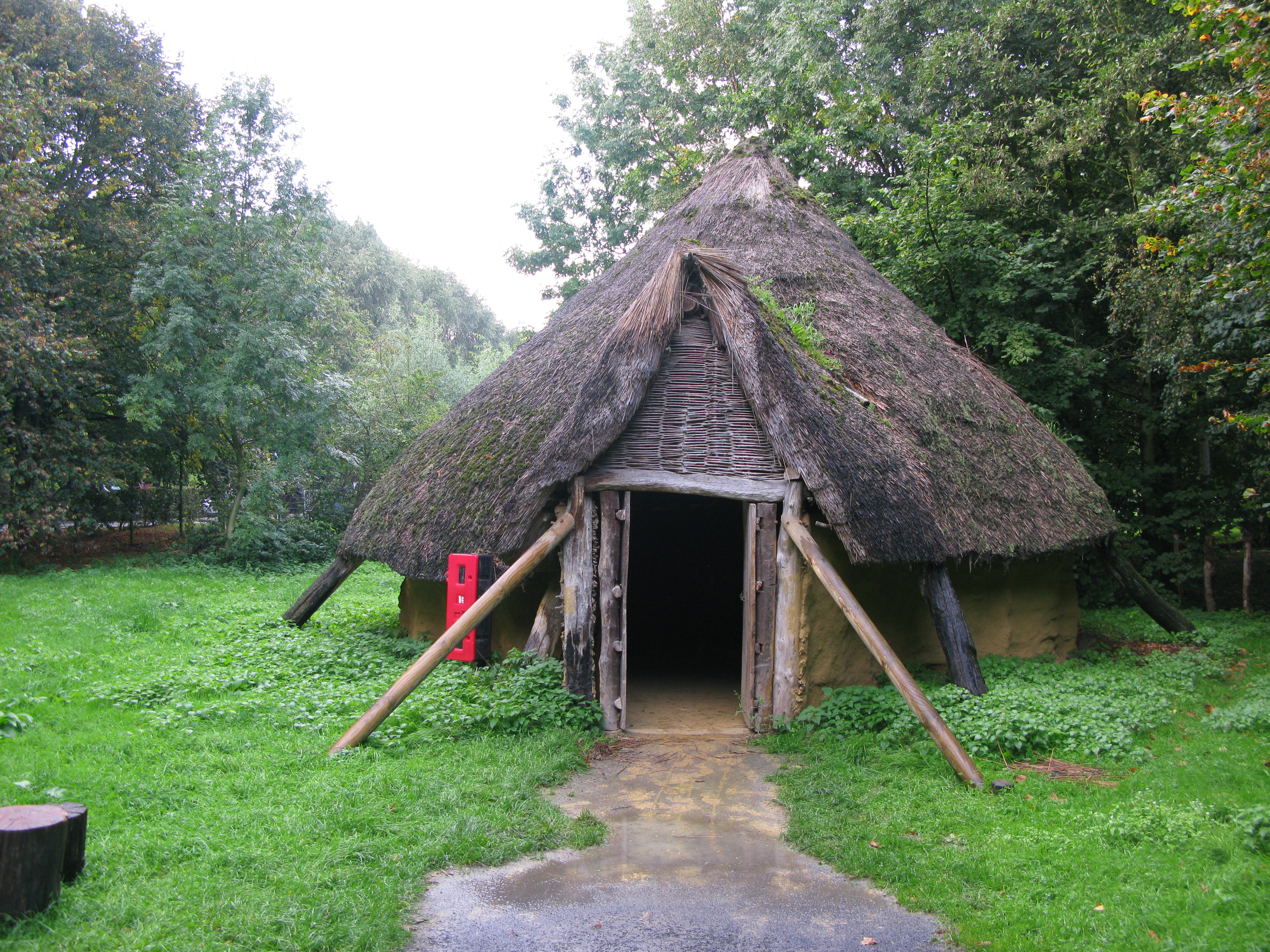
Reconstitution d'une maison au parc archéologique Asnapio de Villeneuve-d'Ascq.

À l'époque gallo-romaine, Seclin est un vicus où une population rurale se rassemble pour le commerce. Une ferme gallo-romaine a été mise à jour sur l'actuel site UNEXPO sur les hauteurs du territoire (altitude 46-48 mètres) et en bordure d'un axe menant très probablement vers Tournai.
Jusqu'au XVIIe siècle, le nord de la France, dont Seclin, appartient au domaine des grands Pays-Bas devenus bourguignons.
La ville se construit à partir du quartier de la collégiale Saint-Piat, lieu de culte érigé en souvenir d'un martyr chrétien, saint Piat. Un collège de chanoines organise la vénération des reliques du martyr dans un premier édifice de type « basilica martyrium » aux alentours des VIIe-VIIIe siècles. À partir du Xe siècle, une église plus vaste, devenue une collégiale est progressivement édifiée à son abord. L'église actuelle, de style gothique, daterait elle du XIIIe siècle.
En 1246, la comtesse Marguerite de Flandre fonde l'Hôpital Notre-Dame qui était dirigé par une communauté de frères mais surtout des Sœurs augustines (présentes jusqu'en 2013). Le site, classé en 1932, est un magnifique témoignage de l'architecture et de l'organisation hospitalière : chapelle, salle des malades, cour intérieure (à l'image de celle présente dans La Vieille Bourse de Lille), bâtiment agricole et ancienne porte cochère. Son organisation rappelle d'autres sites prestigieux comme l'Hospice Comtesse à Lille ou l'Hôpital Notre-Dame à la Rose de Lessines (Belgique). Le développement démographique et les innovations médicales entrainèrent d'importantes transformations au XIXe siècle : finition de la façade par l'architecte, Charles Alexandre Marteau, et aménagement de pavillons dits hygiénistes. L'ancien pavillon de la Maternité à l'entrée de l'Avenue des Marronniers en est un exemple préservé. Propriété à la charge du Centre Hospitalier de Seclin, le site a été vendu en 2015. Un projet de réhabilitation en logements y est prévu.
Au XVIe siècle, la vente de la seigneurie de Seclin par les chanoines à Guislain de Haynin, le premier représentant de la dynastie des seigneurs du Breucq, illustre la séparation des pouvoirs civils et religieux.

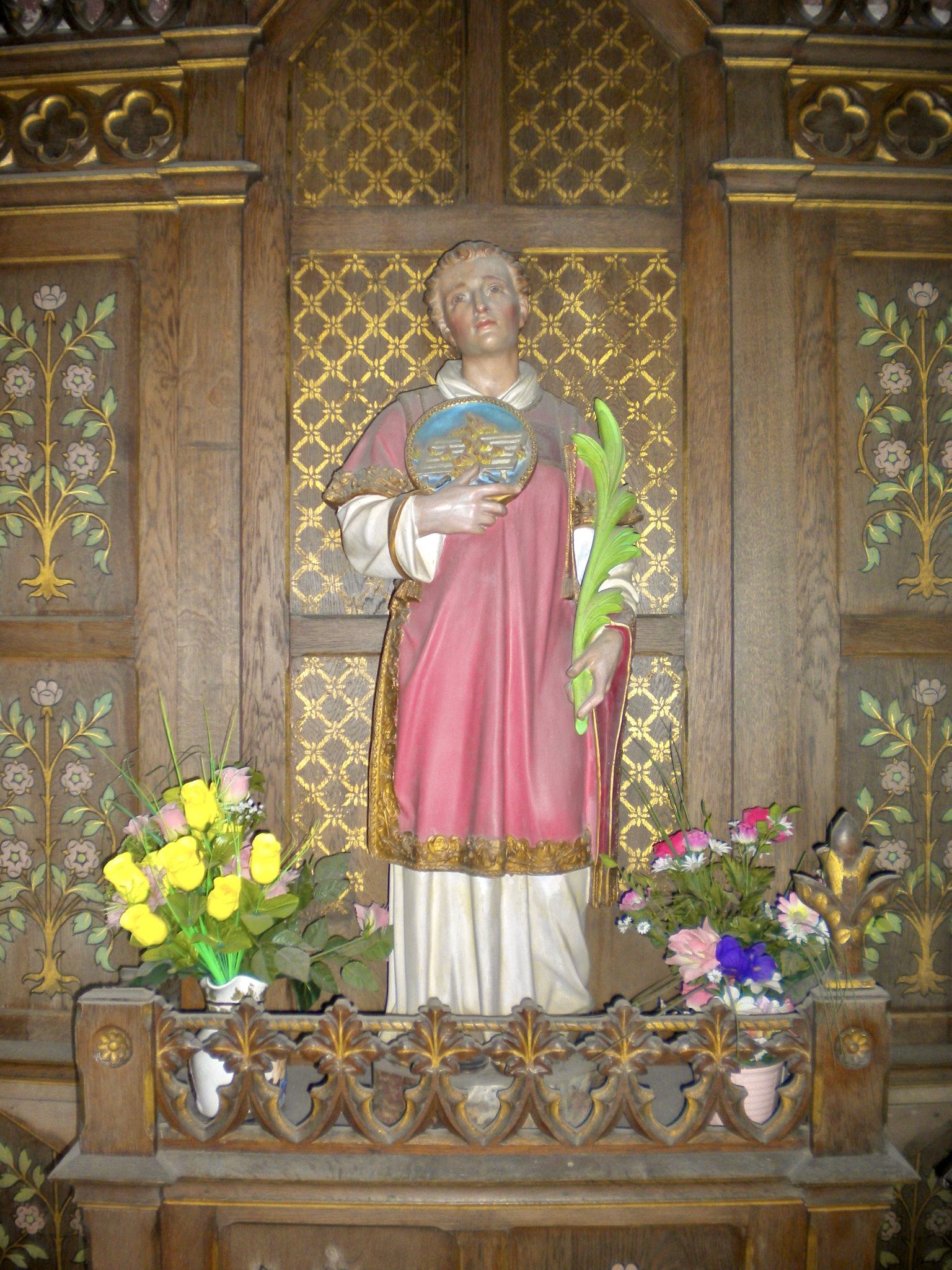
Statue de saint Piat, dans la chapelle d'Anstaing.

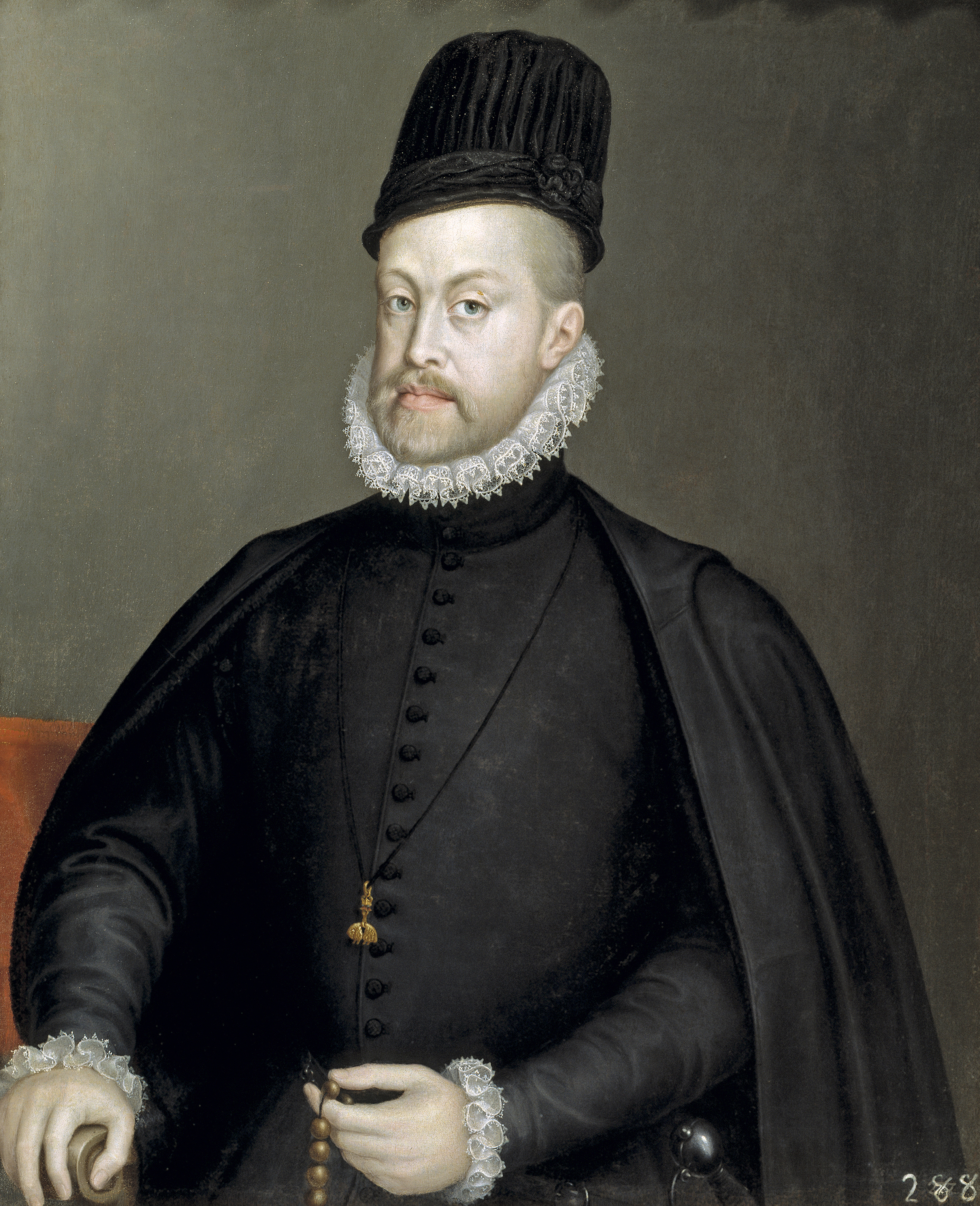
Philippe II d'Espagne.

La période est propice aux excès d'importants groupes de pillards, tels les iconoclastes, en provenance de Tournai et Menin. Les villes et villages du Carembault parviennent à les bloquer en conjuguant leurs efforts et à repousser définitivement les intrus dans les marais qu'il y a alors entre Seclin, Gondecourt et Houplin-Ancoisne. Les dégâts, surtout dans les édifices religieux, sont considérables car ces pillards sont, en fait, des convertis au protestantisme qui condamnent les images et statues religieuses pour obéir à la doctrine protestante du calvinisme. Les gueux sont des catholiques et des protestants favorables à une tolérance religieuse qui a entraîné la répression du roi d'Espagne, Philippe II qui, règne alors sur les grands Pays-Bas du cercle de Bourgogne hérités de son père Charles Quint. La rébellion qui couvait éclate à la suite de la pétition de quatre cents nobles appelée le compromis des nobles présentée à Bruxelles à la gouvernante des Pays-Bas Marguerite de Parme représentant le roi d'Espagne. Cette pétition demandait la fin du démantèlement des franchises gagnées au cours des siècles par les populations des dix-sept provinces bourguignonnes. La politique royale visait, à travers la suppression des franchises, à installer un pouvoir fort propre à éradiquer le protestantisme. Le rejet de la pétition s'accompagna d'une aggravation de la répression tandis que deux des meneurs de la noblesse, les comtes d'Egmont et de Hornes étaient mis à mort à Bruxelles. Ils n'étaient pourtant pas protestants, mais opposés aux abus de droit et aux persécutions. Dès lors, la révolte des gueux s'amplifia sous la conduite de Guillaume d'Orange-Nassau. Ennemis de la représentation des saints et du Christ par des images religieuses, les iconoclastes tentèrent de s'installer dans la région de Seclin et Gondecourt où certains esprits étaient attirés par la religion réformée.
En juin 1703, sont données des lettres, enregistrées le 25 octobre 1706, qui créent le titre de marquis d'Avelin pour Barthélémi François d'Hangouart, comte d'Avelin, seigneur de Seclin, et Antoine Félix d'Hangouart, son fils cadet. Ils peuvent appliquer le titre de marquis à la terre de leur choix et si Antoine Félix meurt sans héritier mâle, le titre doit retourner à Charles Philippe d'Hangouart, son frère aîné et aux aînés de ses descendants mâles.
À côté de la seigneurie principale de Seclin, existaient des seigneuries secondaires comme celle de Burgault, quartier actuel de Seclin. En 1671, Bruno Bayart Ier, seigneur de Pont-à-Vendin l'achète à la famille de la Rivière.. Peu de temps avant la Révolution française, elle est détenue par Pierre-François-Albert Taverne (1744 - 1831), écuyer, seigneur de Burgault, fils de Louis-Nicolas, écuyer, seigneur de Beauval, et de Marie-Jeanne-Joseph Mahieu. Il nait à Lille La Madeleine en juillet 1744 (baptisé le 22 juillet 1744), devient bourgeois de Lille le 14 novembre 1771 et meurt au château de Pont-à-Tressin (entre Tressin et Chéreng) le 4 juin 1831, à l'âge de 87 ans. Il  épouse le 19 mars 1771 à Lille Marie-Angélique-Joseph de Surmont (1742-1785), fille de Philippe de Surmont, seigneur de Bersée, bourgeois de Lille, et de Marie-Angélique-Françoise Discart. Marie-Angélique-Joseph de Surmont nait à Lille en janvier 1742 (baptisée le 17 janvier 1742) et meurt à Lille le 31 mai 1785. Elle est dame de (les hommes sont « seigneur de », les femmes sont « dame de ») Quenaumont (sur Cysoing) et de Platries.
Un autre fief retrouvé sur Seclin donne le titre de seigneur à son possesseur : le fief du Bois. Laurent du Béron, fils de Piat, marchand, né à Seclin, ayant acheté la bourgeoisie de Lille le 7 mai 1556, échevin de Lille de 1583 à 1594, achète en octobre 1585 le fief du Bois à Seclin. Va lui succéder, son fils Jean du Béron, seigneur du Bois, né à Lille, bourgeois de Lille le 19 juin 1581, capitaine d'une compagnie bourgeoise. Il meurt à Lille en 1631. Il a épousé Antoinette Bertault, dite de Hollande, fille d'Antoine et de Péronne de la Porte.
Autre exemple : le fief d'Henripret, acheté le 1er juillet 1755, 6724 florins 4 patars à la succession de Louis-Jacques-Joseph Errembault, par Jean-Baptiste-François Quecq (1729-1794), seigneur de la Cherye, bourgeois de Lille, trésorier de France au bureau des finances de la généralité de Lille. Les Quecq de Seclin appelés plus tard Quecq d'Henripret vont continuer la descendance.
François-Emmanuel-Désiré Quecq (1756-1838), mort à 81 ans, fils de Jean-Baptiste et de Marie-Jeanne-Joseph le Thierry (1734-1765), est chevalier (donc noble), seigneur d'Henripret, bourgeois de Lille, trésorier de France et garde-scel au bureau de la généralité de Lille. Il épouse Charlotte-Joseph Virnot. Un fils Charles-Henri (1788-1827), est conseiller municipal puis adjoint au maire de Lille; un autre fils Jean-Baptiste-Lucien (1799-1887), mort à 86 ans, est juge au tribunal de première instance de Cambrai.
Ces seigneurs d'Henripret ont continué de prospérer après la Révolution française; ils ne sont plus seigneurs du fief mais s'appellent depuis cette époque Quecq d'Henripret; exercent différentes professions et contractent mariage avec des personnes issues de familles possiblement nobles, de France ou de Belgique. Le nom existe jusqu'à nos jours.
Le hameau de Martinsart à Seclin était également un fief donnant le titre de seigneur : Jacques Bridoul Ier, baptisé à Lille le 13 juillet 1576 est seigneur de Martinsart à Seclin et de Burgau. Fils de Louis Bridoul, marchand de draps, bourgeois et échevin de Lille et de Françoise de Bacière, il devient lui-même bourgeois de Lille le 26 janvier 1609, puis procureur. Il se marie à Lille le 23 novembre 1608 avec Françoise Mes.

### Révolution française
Comme dans de nombreuses localités de la région, la Révolution française et les changements radicaux qu'elle amène rencontrent une certaine résistance de la part des Seclinois. Cette opposition plus ou moins ouverte s'exprime en particulier vis-à-vis des mesures prises par le nouveau pouvoir contre la religion. Pendant la Convention nationale, le maire de Seclin informe le représentant en mission qu'il a tenté de faire appliquer le calendrier républicain (qui, entre autres, supprime les dimanches et jours fériés à consonance religieuse pour les remplacer par les décadi), entré en vigueur en octobre 1793. Il a voulu faire célébrer le messe le jour de décadi à la place du jour de Noël ce qui a déclenché l'opposition de la population. Même dans les organes censés être les plus favorables à la Révolution, le comité de surveillance, la société populaire, la municipalité, plusieurs membres l'ont désavoué. Il demande donc une intervention pour remédier « au grand vice qui règne dans ces trois corps».
En l'an 12 (1803-1804), dans le marais de Seclin, sous une couche de tourbe, à deux mètres environ de profondeur, a été trouvée par un ouvrier, une médaille en bronze doré, portant sur une face l'effigie d'Innocent XII avec cette inscription « Innocent XII Pont. M. A. I. », et sur le revers, une vierge tenant un enfant sur le bras. Dans chacune de ses mains est une corne d'abondance renversée, d'où sortent des pièces de monnaie. Un enfant placé de chaque côté semble aider à soutenir les cornes d'abondance. Autour est l'inscription « A Deo et prò Deo ». Ont été trouvées en même temps deux cornes de cerfs.

### Époque contemporaine
En 1808, on trouve à Seclin un dépôt de sûreté, où on enferme les petits délinquants avant leur transfert en maison d'arrêt à Lille.
Au XIXe siècle, les filatures, tanneries, brasseries et autres distilleries contribuent à l'essor industriel et commercial de la commune. Dès 1798, on y mentionne l'installation d'une filature de coton (Lefebvre-Bourghelle) disposant de métiers à tisser mécaniques (petites Jennys). Bien que ce dynamisme n'entraina pas un développement aussi fulgurant que pour les villes de Roubaix et Tourcoing, Seclin se transforma et connut de belles réussites familiales, à l'image des sucreries-distilleries Collette et Dujardin. Le père du célèbre docteur Gachet (qui soigna Van Gogh), Louis Eugène Gachet, tenta l'expérience industrielle dans les années 1820 en implantant une filature dans les bâtiments du château dit Des boulets. Seclin s'illustra dans le paternalisme patronal et plusieurs filatures (Guillemaud, Drieux, Duriez) adoptèrent à la fin du XIXe siècle les chambres d'allaitement.
Seclin fut occupée pendant la Première Guerre mondiale. Un cimetière militaire allemand de 1 188 tombes et les graffitis « Trink Wasser » (« Eau potable ») à l'entrée de certaines maisons, témoignent encore de cette occupation. Lors de leur retraite, les Allemands détruisirent les bâtiments municipaux, les infrastructures économiques (brasseries, distilleries, filatures) et patrimoniales (clocher de l'église collégiale).
Durant les années 1920 et 1930, Seclin se reconstruisit comme en témoigne l'actuelle salle des fêtes (ouverte en 1928) bâtie à l'emplacement de l'hôtel de Ville détruit en octobre 1918, se modernisa avec la création de bains-douches municipaux (1934) à l'initiative de la nouvelle majorité municipale communiste dirigée par Paul Durot. Les travaux de restauration de la collégiale Saint-Piat lui donnèrent un nouveau clocher où fut installé un carillon de 42 cloches (fondues à Croydon, Angleterre).
Fin mai 1940, Seclin fut attaquée et bombardée par les forces militaires allemandes. La résistance du 1er bataillon de mitrailleurs et du 14e Zouaves stoppa temporairement l'avancée allemande le 28 mai 1940. Trente-six civils périrent dans les représailles qui suivirent.
À la suite de la grève, dite patriotique, dans le bassin houiller du Pas-de-Calais au début du mois de mai 1941, des ouvrières de la filature Agache (rue Burgault) se mirent en grève par solidarité du 30 mai au 6 juin 1941.
Du 7 juin au 28 août 1944, 69 personnes furent fusillés au fort de Seclin, six d'entre elles étaient membres de la résistance cheminote en lien avec l'affaire d'Ascq du 1er avril 1944.
Le 2 septembre 1944, 33 civils furent fusillés par l'armée allemande au lieu-dit La Potasserie.
Au milieu des années 1960, la première zone industrielle de la métropole lilloise est créée sur le territoire de Seclin et de communes environnantes.
Le 3 octobre 2002, le maire Jean-Claude Willem annonce en conseil municipal un boycott des produits israéliens en usant des moyens matériels de la collectivité en « réaction contre les massacres et tueries quotidiennes commises contre les enfants, les femmes, les vieillards palestiniens », tout en précisant que « Le peuple israélien n'est pas en cause, c'est un homme, Sharon, qui est coupable d'atrocités, qui ne respecte aucune décision de l'ONU et continue à massacrer ». Cette proposition était similaire à l'appel lancé par la campagne Boycott, désinvestissement et sanctions.
Après une plainte de la communauté israélite du Nord, le maire a été relaxé en première instance puis condamné en appel à une amende de 1 000 euros pour « provocation à la discrimination nationale, raciale et religieuse ». La Cour Européenne pour l'application de la Convention Européenne des Droits de l'Homme (Affaire Willem c. France, 10 décembre 2009, arrêt définitif) a estimé qu'il n'y a pas eu violation du droit à la liberté d'expression pour un maire et a confirmé la sanction.
Depuis 2015, le quartier de la Mouchonnière est classé zone prioritaire avec 1 500 habitants en 2020. Dans la nuit du 29 au 30 juin 2023, dans le cadre des émeutes consécutives à la mort de Nahel Merzouk, le poste de la police municipale y est totalement détruit, incendié par des tirs de mortiers d'artifice et des cocktails Molotov.

### Héraldique
|  | Les armes de Seclin se blasonnent ainsi : « De gueules à la lettre S d'or, couronnée du même. » Le blason de la ville figure un lion debout avec une couronne. Il symbolise sa précoce allégeance au roi de France. |

## Politique et administration

### Tendances politiques et résultats
Des maires communistes se succèdent à Seclin depuis 1929,.
Bernard Debreu devient maire en 2004.
Le premier tour des élections municipales de 2020 se déroule le 15 mars. L'union de la gauche vole en éclats avant le premier tour, si bien que deux adjoints, Didier Serrurier et Alain Fruchart, montent chacun leur propre liste. Celle divers centre de leader de l'opposition François-Xavier Cadart recueille 40,58 % des voix, il a une avance de seize voix sur la liste communiste du maire sortant Bernard Debreu (40,18 %). Le confinement lié à la pandémie de Covid-19 retarde de trois mois la tenue du second tour, qui a lieu le 28 juin. Le maire sortant Bernard Debreu est mentionné comme étant « en danger face à l'union de ses opposants ». Pour le second tour, la liste de Didier Serrurier (10,16 %) fusionne avec celle de François-Xavier Cadart. Toutefois, la liste écologiste d'Alain Fruchart (9,07 %) n'a ni fusionné ni donné de consignes de vote. La liste menée par Bernard Debreu perd le second tour, François-Xavier Cadart recueille 52,86 % des suffrages exprimés.

### Liste des maires

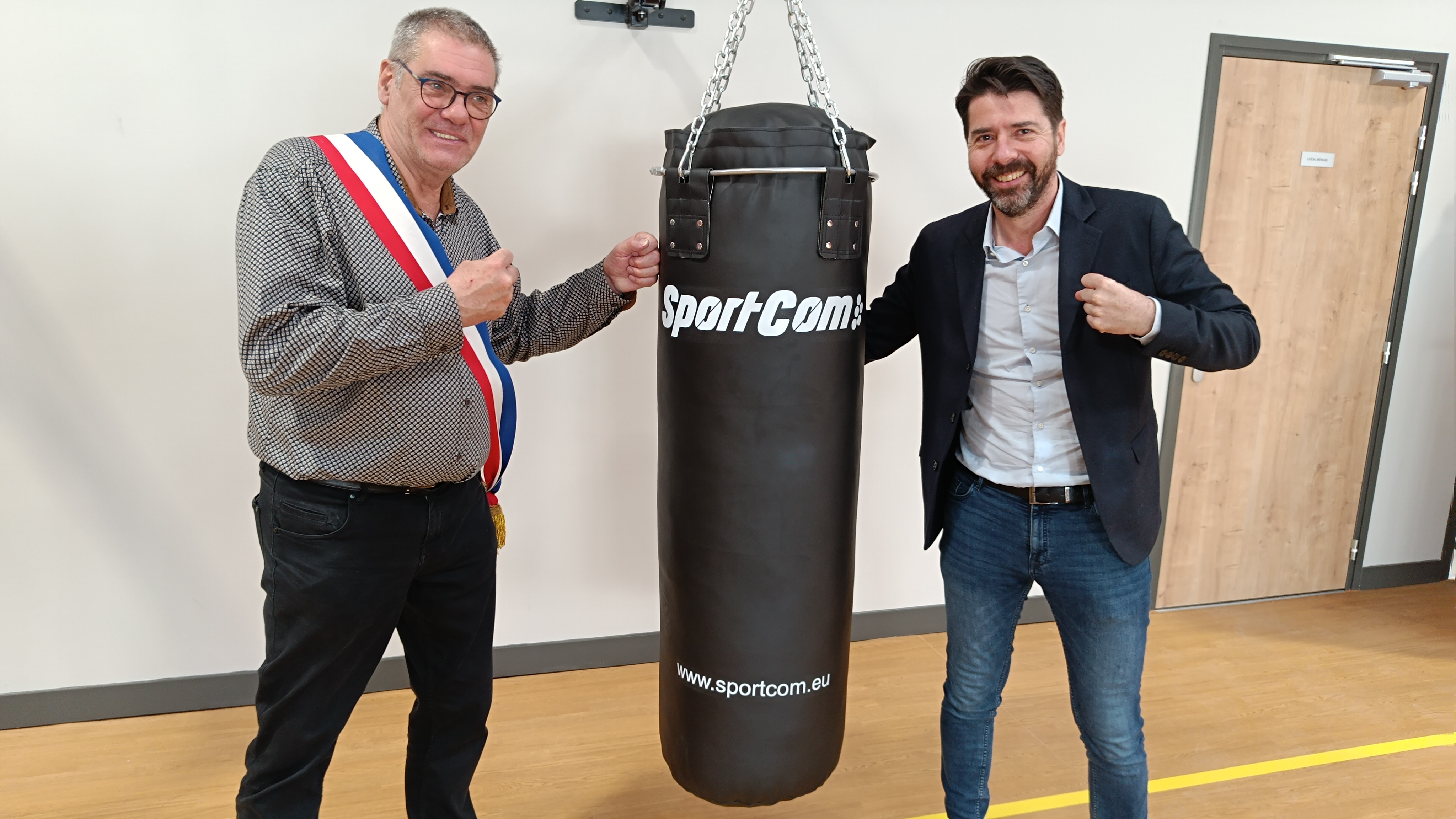
Pascal Jean, maire de Neuville-sur-Ecaut et François-Xavier Cadart, maire de Seclin lors de l'inauguration de la salle Léo Lagrange de Neuville le 26-02-2025

| Période                                  | Période                    | Identité                 | Étiquette | Qualité                                                                        |
| ---------------------------------------- | -------------------------- | ------------------------ | --------- | ------------------------------------------------------------------------------ |
| 1802                                     | 1803                       | Adrien-Joseph Carpentier |           | Marchand tanneur                                                               |
| 1803                                     | 1813                       | Louis-Joseph Raoult      |           |                                                                                |
| 1813                                     | 1844                       | Henri-Joseph Claeys      |           |                                                                                |
| 1844                                     | 1849                       | Collette                 |           |                                                                                |
| 1849                                     | 1873                       | Duriez-Lhermitte         |           |                                                                                |
| 1873                                     | 1877                       | Auguste Collette         |           |                                                                                |
| 1877                                     | 1878                       | Pierre Duriez            |           |                                                                                |
| 1878                                     | 1904                       | Louis Desmazières        |           | Industriel Conseiller général du canton de Seclin (1881 → 1895)                |
| 1904                                     | 1908 (démission)           | Paul Desurmont           |           |                                                                                |
| 1908                                     | 1912                       | Auguste-Xavier Collette  |           |                                                                                |
| 1912                                     | septembre 1914 (démission) | Émile Pontfort           |           |                                                                                |
| 1915                                     | 1916                       | Achille Desurmont        |           |                                                                                |
| 1916                                     | 1919                       | Claude Guillemaud        |           |                                                                                |
| 1919                                     | 1924                       | Louis Fievet             |           |                                                                                |
| 1924                                     | mai 1926 (démission)       | Henri Lepoivre           |           |                                                                                |
| mai 1926                                 | mai 1929                   | Henri Mallet             |           |                                                                                |
| mai 1929                                 | mai 1935                   | Paul Durot               | PCF       | Coiffeur                                                                       |
| mai 1935                                 | mai 1945                   | Ernest Anssens           |           | Ingénieur IDN et directeur de la société Rapidase                              |
| mai 1945                                 | novembre 1966 (décès)      | Paul Durot               | PCF       | Coiffeur Conseiller général du canton de Seclin (1945 → 1951 puis 1963 → 1966) |
| novembre 1966                            | août 1980 (décès)          | Adolphe Dutoit           | PCF       | Aiguilleur Conseiller général du canton de Seclin-Sud (1966 → 1976)            |
| août 1980                                | janvier 1991 (décès)       | Jean Demailly            | PCF       | Instituteur                                                                    |
| janvier 1991                             | février 2004 (démission)   | Jean-Claude Willem       | PCF       | Journaliste à l'hebdomadaire Liberté                                           |
| février 2004                             | 4 juillet 2020             | Bernard Debreu           | PCF       | Agent de maîtrise SNCF retraité 11e vice-président de la MEL                   |
| 4 juillet 2020                           | En cours                   | François-Xavier Cadart   | DVD       | Avocat                                                                         |
| Les données manquantes sont à compléter. |                            |                          |           |                                                                                |

### Tendances politiques et résultats

#### Élections municipales de 2020 (2dtour)
- Nombre d'inscrits : 8 573
- Votes blancs : 1,14 %
- Nombre de suffrages exprimés : 4 370
- Taux de participation : 50,97 %
- Liste « Avec François Xavier Cadart » (Div. C.) : 52,86 % (2 264 voix)
- Liste « Seclin en commun » (Bernard Debreu, PCF) : 47,14 % (2 019 voix)

#### Élections municipales de 2014
- Nombre d'inscrits : 8 880
- Nombre de suffrages exprimés : 5 618
- Taux de participation : 63,27 %
- Liste Union de la Gauche (« Seclin ensemble » - Bernard Debreu) : 2 789 voix, soit 51,34 % des suffrages
- Liste Union de la Droite (« Seclin plus loin » - François-Xavier Cadart) : 2 643 voix, soit 48,66 % des suffrages

#### Élections municipales de 2008
- Nombre d'inscrits :  8 930
- Nombre de suffrages exprimés : 5 536
- Taux de participation : 61,99 %
- Liste Union de la Gauche (Bernard Debreu) : 3 455 voix, soit 65,46 % des suffrages
- Liste Union de la Droite (François-Xavier Cadart) : 1 823 voix, soit 34,54 % des suffrages

### Services

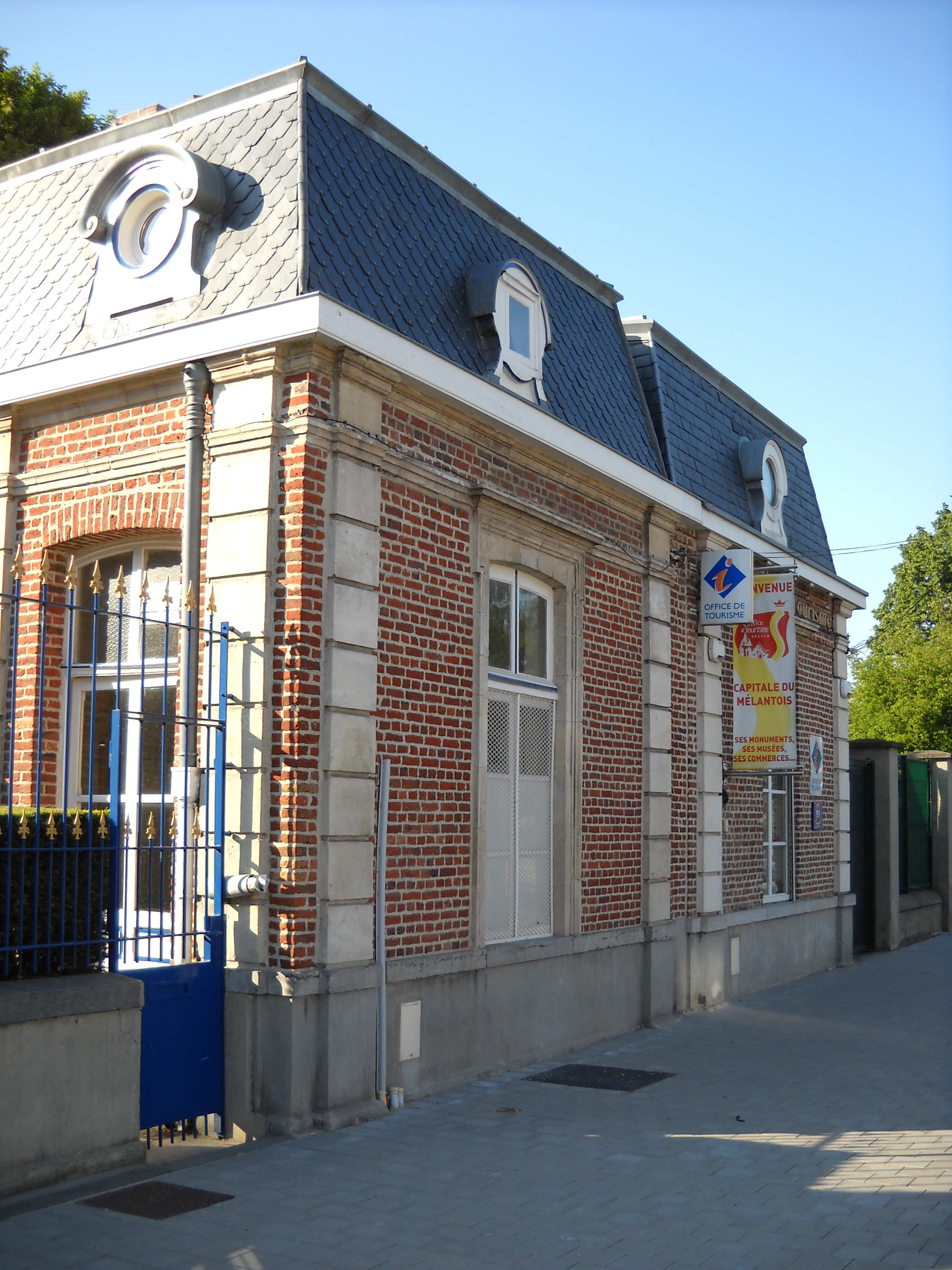
L'Office du tourisme de Seclin.
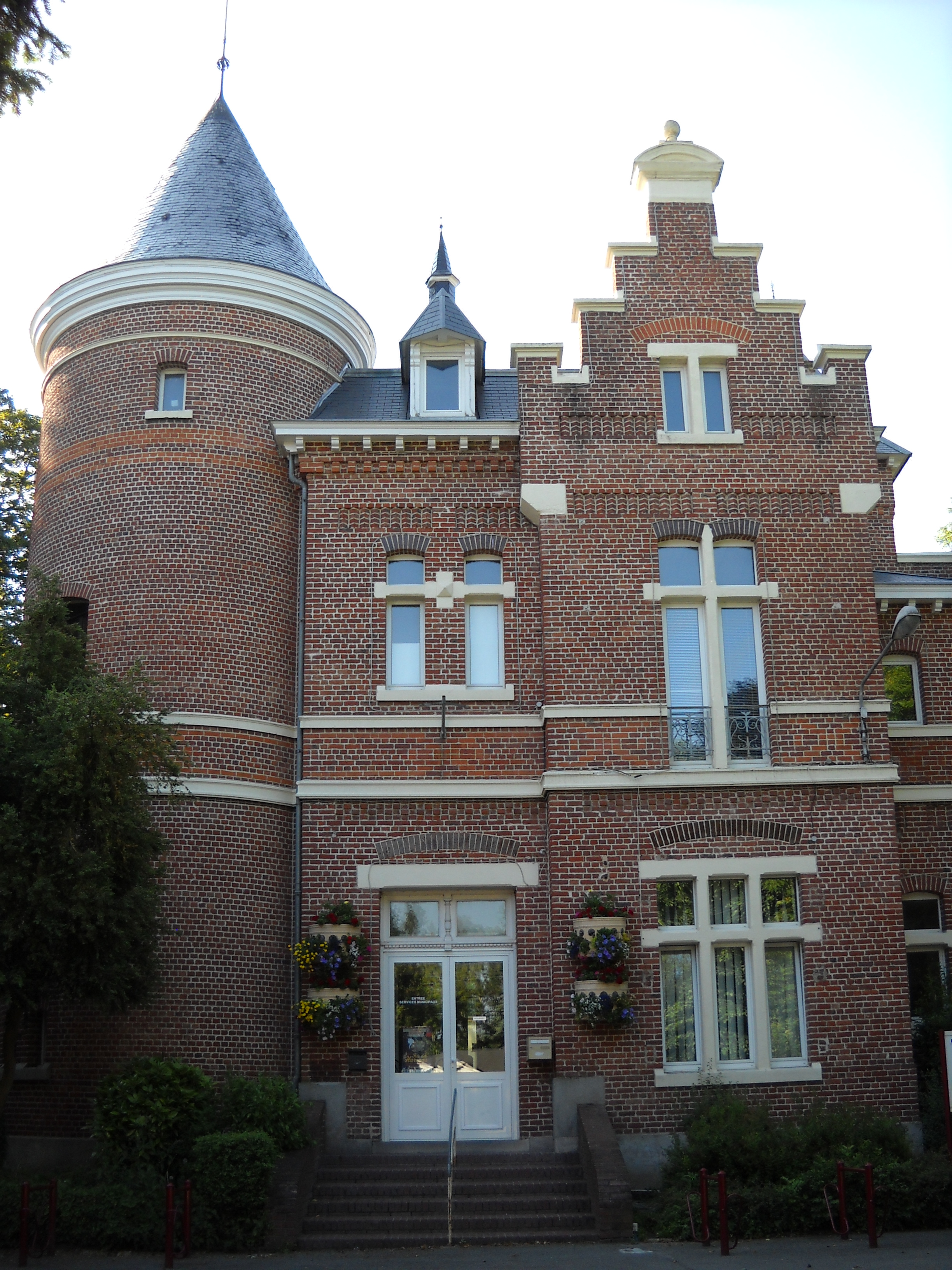
Les services municipaux de Seclin.
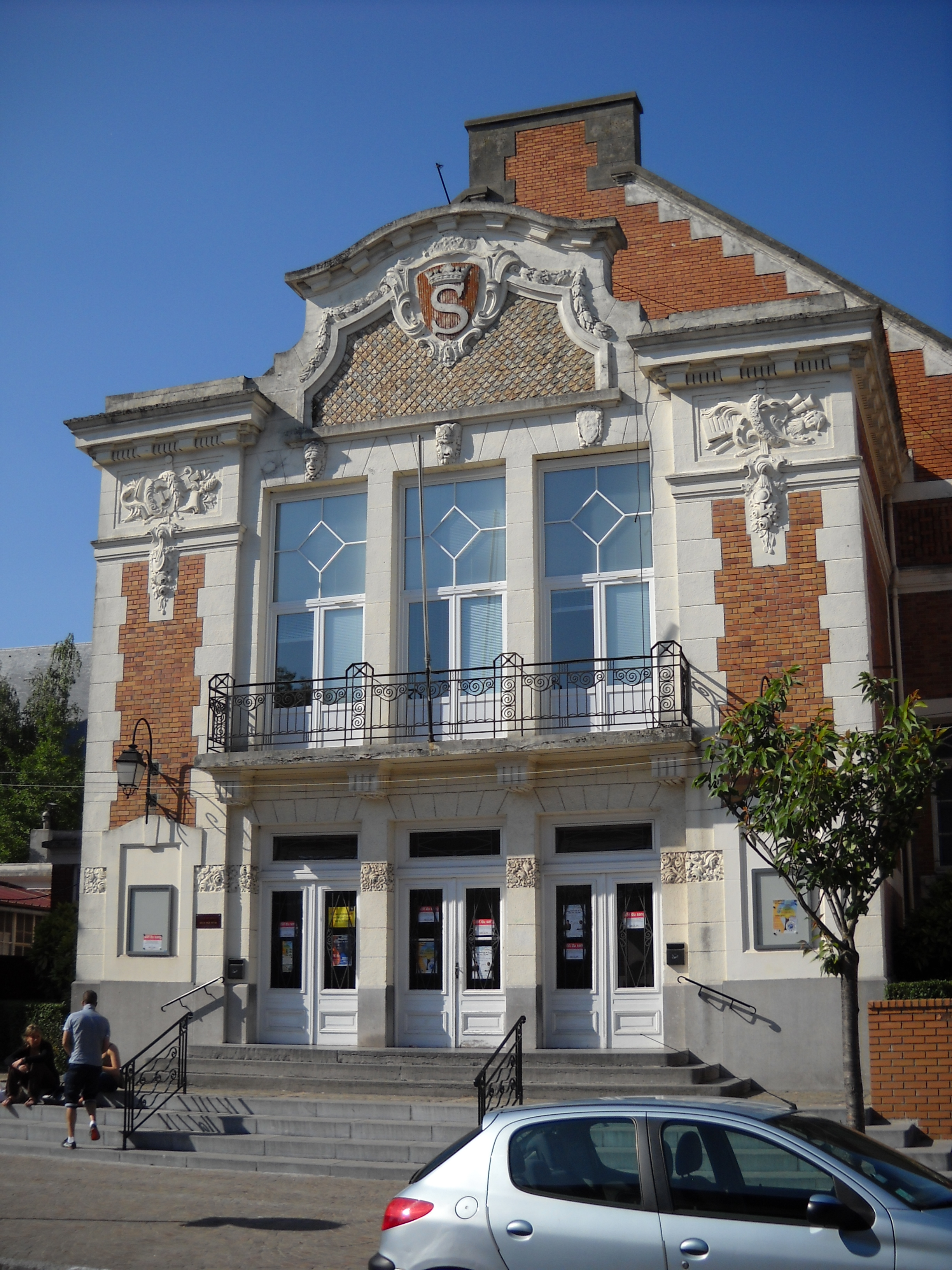
La salle des fêtes de Seclin.

## Population et société

### Démographie

#### Évolution démographique
L'évolution du nombre d'habitants est connue à travers les recensements de la population effectués dans la commune depuis 1793. Pour les communes de plus de 10 000 habitants les recensements ont lieu chaque année à la suite d'une enquête par sondage auprès d'un échantillon d'adresses représentant 8 % de leurs logements, contrairement aux autres communes qui ont un recensement réel tous les cinq ans,.

En 2022, la commune comptait 13 011 habitants, en évolution de +4,4 % par rapport à 2016 (Nord : +0,51 %, France hors Mayotte : +2,11 %).
| 1793  | 1800  | 1806  | 1821  | 1831  | 1836  | 1841  | 1846  | 1851  |
| ----- | ----- | ----- | ----- | ----- | ----- | ----- | ----- | ----- |
| 2 291 | 2 503 | 2 585 | 2 639 | 2 829 | 2 954 | 3 086 | 3 240 | 3 341 |

| 1856  | 1861  | 1866  | 1872  | 1876  | 1881  | 1886  | 1891  | 1896  |
| ----- | ----- | ----- | ----- | ----- | ----- | ----- | ----- | ----- |
| 3 667 | 3 978 | 4 923 | 5 055 | 5 022 | 5 379 | 5 858 | 6 141 | 6 245 |

| 1901  | 1906  | 1911  | 1921  | 1926  | 1931  | 1936  | 1946  | 1954  |
| ----- | ----- | ----- | ----- | ----- | ----- | ----- | ----- | ----- |
| 6 823 | 6 982 | 7 388 | 7 344 | 7 956 | 8 079 | 8 278 | 8 021 | 8 451 |

| 1962  | 1968  | 1975  | 1982   | 1990   | 1999   | 2006   | 2011   | 2016   |
| ----- | ----- | ----- | ------ | ------ | ------ | ------ | ------ | ------ |
| 9 424 | 9 372 | 9 924 | 13 056 | 12 281 | 12 089 | 12 276 | 12 333 | 12 463 |

| 2021   | 2022   | - | - | - | - | - | - | - |
| ------ | ------ | - | - | - | - | - | - | - |
| 12 834 | 13 011 | - | - | - | - | - | - | - |

#### Pyramide des âges
La population de la commune est relativement jeune.
En 2018, le taux de personnes d'un âge inférieur à 30 ans s'élève à 37,1 %, soit en dessous de la moyenne départementale (39,5 %). À l'inverse, le taux de personnes d'âge supérieur à 60 ans est de 23,7 % la même année, alors qu'il est de 22,5 % au niveau départemental.
En 2018, la commune comptait 5 753 hommes pour 6 657 femmes, soit un taux de 53,64 % de femmes, légèrement supérieur au taux départemental (51,77 %).
Les pyramides des âges de la commune et du département s'établissent comme suit.
| Hommes | Classe d’âge | Femmes |
| ------ | ------------ | ------ |
| 0,6    | 90 ou +      | 1,5    |
| 4,8    | 75-89 ans    | 8,2    |
| 15,2   | 60-74 ans    | 16,6   |
| 18,2   | 45-59 ans    | 18,7   |
| 21,9   | 30-44 ans    | 19,7   |
| 18,5   | 15-29 ans    | 16,7   |
| 20,8   | 0-14 ans     | 18,5   |

| Hommes | Classe d’âge | Femmes |
| ------ | ------------ | ------ |
| 0,5    | 90 ou +      | 1,4    |
| 5,3    | 75-89 ans    | 8,1    |
| 14,8   | 60-74 ans    | 16,2   |
| 19,1   | 45-59 ans    | 18,4   |
| 19,5   | 30-44 ans    | 18,7   |
| 20,7   | 15-29 ans    | 19,1   |
| 20,2   | 0-14 ans     | 18     |

## Économie
En raison de sa situation privilégiée et de sa grande superficie, la commune fut choisie en 1967 pour accueillir la première zone industrielle de la région lilloise.
Aujourd'hui la Zone industrielle de Lille-Seclin est le plus important pôle d'activité de la région. Il est consacré exclusivement aux activités tertiaires et industries non polluantes : ingénierie informatique, transport, transformation des métaux, distribution, formation, négoce, mécanique, pharmaceutique...
S'étendant sur 170 hectares, plus de 200 entreprises y sont implantées, parmi lesquelles :
- Adecco
- Air liquide
- Ammeraal Beltech
- Autosur
- Cofinair
- Dassault Aviation
- Eismann
- ErDF - GrDF
- France Cars
- Kärcher
- Kraft Foods
- La Poste
- Loxam
- Miko
- Sanelec
- Securitas
- Société générale
- Watts
- Worldline
- Wurth
- YKK

## Santé
Le Centre Hospitalier de Seclin est un centre de soins polyvalent : médecine générale, obstétrique et pédiatrie, chirurgie générale et de spécialité, urgences, filière gériatrique.

## Lieux et monuments
- L'église Saint-Piat, classée monument historique en 1920[53] (église ancienne, avec crypte sous le chœur, et fontaine dite de St-Piat, renommée pour les fiévreux. Hospice fondé au XIIIe siècle, par Marguerite, comtesse de Flandre. Célèbre collégiale de St-Piat, dont on fait remonter la fondation à Dagobert ; mais dont l'existence n'est primitivement bien constatée que dans une bulle de Clément III, 1187 1).
- L'hôpital Notre-Dame et son parc, classé monument historique en 1932[54], ainsi que la chapelle située sur l'aile droite du bâtiment.
- Le fort de Seclin, appelé « Fort Duhoux », qui fait partie des fortifications lilloises du système Séré de Rivières. Il fut construit entre 1875 et 1880. C'est un exemple en très bon état. Depuis 1996, il est patiemment restauré par des particuliers qui, depuis octobre 2003, y ont ouvert un centre historique sur l'artillerie, la cavalerie et l'infanterie de 1814 à 1918, et donc notamment sur la Première Guerre mondiale au cours de laquelle il fut un site stratégique méconnu, et où sont présentées de nombreuses pièces rares.
- La porte du cimetière de Seclin, classée monument historique en 1945[55]. Œuvre de Benjamin Dewarlez, cette porte monumentale (1808) était à l'origine le logement du gardien du cimetière. Son style emprunte à l'antiquité égyptienne et adopte des symboles funéraires laïques (sabliers ailés, torches inversées).
- La porte du château des Boulets ; autrefois situé à l'entrée de la ville dans la rue principale qui portait le nom de « route d'Arras », ce château particulier, construit au XVIIe siècle par Maximilien de Haynin, vicomte de Seclin, fut plusieurs vendu. On y mentionne même une filature au XIXe siècle. Le bâtiment principal a été détruit par les Allemands au cours de la Première Guerre mondiale et sa porte armoriée a été déplacée à côté des anciens bains-douches (actuellement bibliothèque-médiathèque) en 1933. Cette porte se trouve aujourd'hui place Stalingrad.
- L'église Saint-Eubert du hameau de Martinsart dont son état de conservation est très critique. Un plan de sauvegarde est URGENT. Propriété diocésaine, l'église saint Eubert est implanté au coeur du hameau de Martinsart, devant la D8, avec un choeur orienté à l'Est. L'originalité de la batisse - réalisée en maçonnerie de briques rouges en alternance paneresses/boutisses, en tuiles de terre cuite marron pour sa toiture - est le fait d'avoir deux tours octogonales avec abats-son sur chacun des côtés et un dôme en demi-sphère en beton. La façade principale Ouest est composée d'une élévation avec pignon, d'un emmarchement de 4 marches, d'une arcade en briques à 3 redents, reposant sur 3 colonettes de part et d'autre de l'entrée, de 3 vitraux en lancettes au-dessus de l'entrée, de 3 fenêtres aveugles (2 lancettes et 1 oculus) de chaque côté de l'entrée et de 2 tours identiques. Les façades latérales Nord et Sud sont composées par 3 grandes arcades formant contreforts, contenant chacune 2 vitraux en lancette, surmontées d'un oculus. Chaque arcade est surmontée par un petit pignon maçonné dans l'étage de la toiture et comprenant 2 fenêtres aveugles en lancettes. L'abside est à 5 pans dans le style identiques aux autres façades. Les vitraux sont en plein cintre, composés de motifs géométriques (grisailles).

- La brasserie Lepoivre dont la construction est d'avant la guerre de 1914-1918.
- Le canal de Seclin, axe fluvial ouvert dans la seconde moitié du XIXe siècle, autrefois alimenté par des sources locales[56] et s'étendant sur cinq kilomètres, longé par un ancien chemin de halage où les chevaux pouvaient tirer les péniches[57] et depuis plusieurs décennies en partie pollué à très pollué[58]. Accessible à pied ou à vélo, les péniches et bateliers ont laissé place à la faune et la flore localement foisonnante. Au terme de la balade apparaissent le canal de la Deûle et le Parc Mosaïc. Le plancton de ce canal a fait l'objet d'études spécifiques[59].
- Le Domaine Napoléon est un centre d'accueil de loisirs, de villégiature et de travail. Ancienne sucrerie, le Domaine réunit aujourd'hui plus de 450 pièces de collection. La collection a été vendu aux enchères le 24 octobre 2015 à Seclin par la Maison de vente Mercier.
- Le cimetière militaire allemand, contient 1 188 tombes allemandes dont 30 non identifiées et 5 prisonniers russes. Il a été créé en janvier 1915 jusqu'à l'expulsion en octobre 1918. Environ 20 % sont morts en 1915 dans les tranchées entre Neuve-Chapelle et La Bassée. 60 % sont morts au printemps de 1918 au début de l'attaque allemande majeur dans la direction d'Amiens et à Ypres. Le monument du cimetière a été construit pendant la guerre.

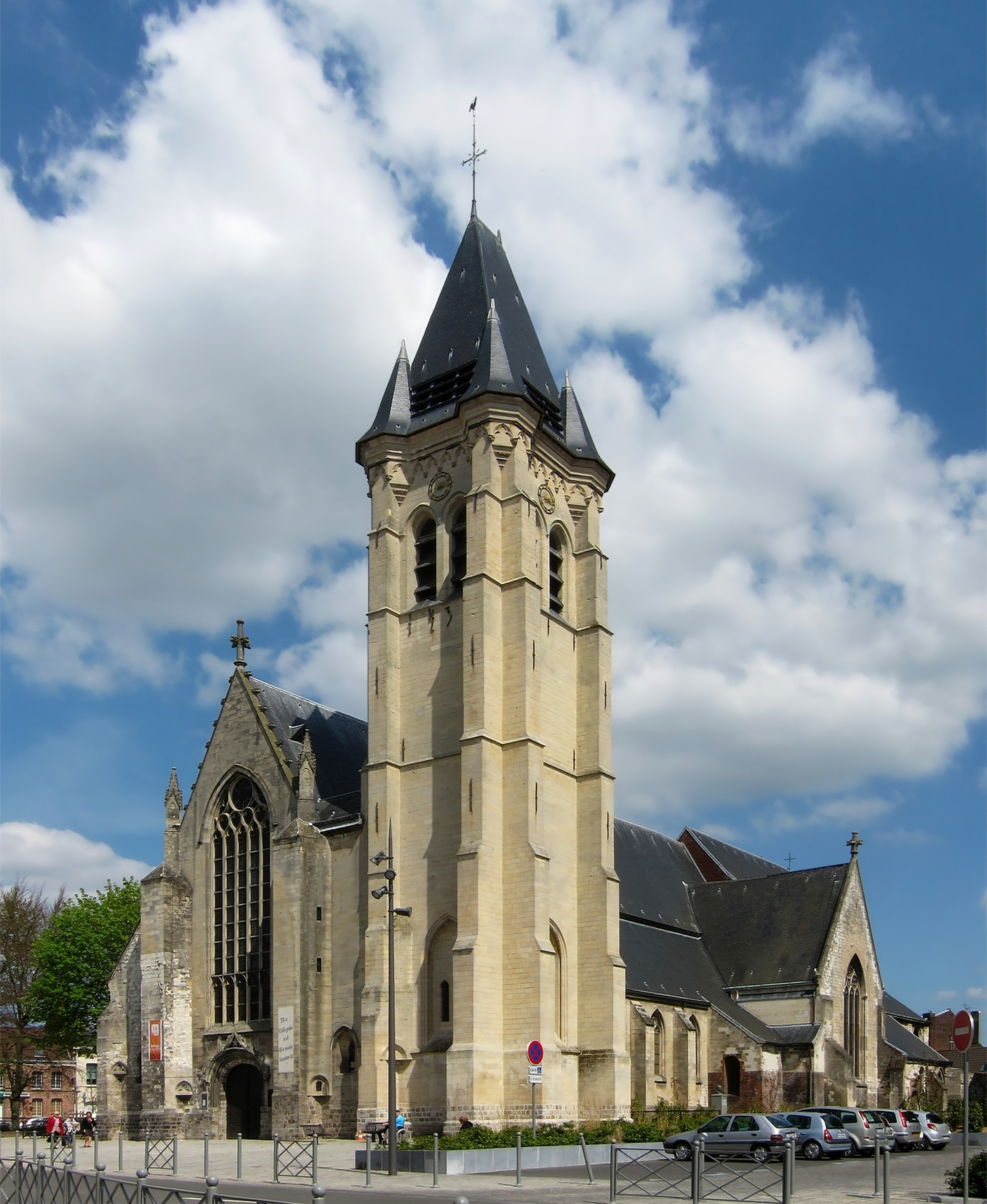
L'église Saint-Piat de Seclin.
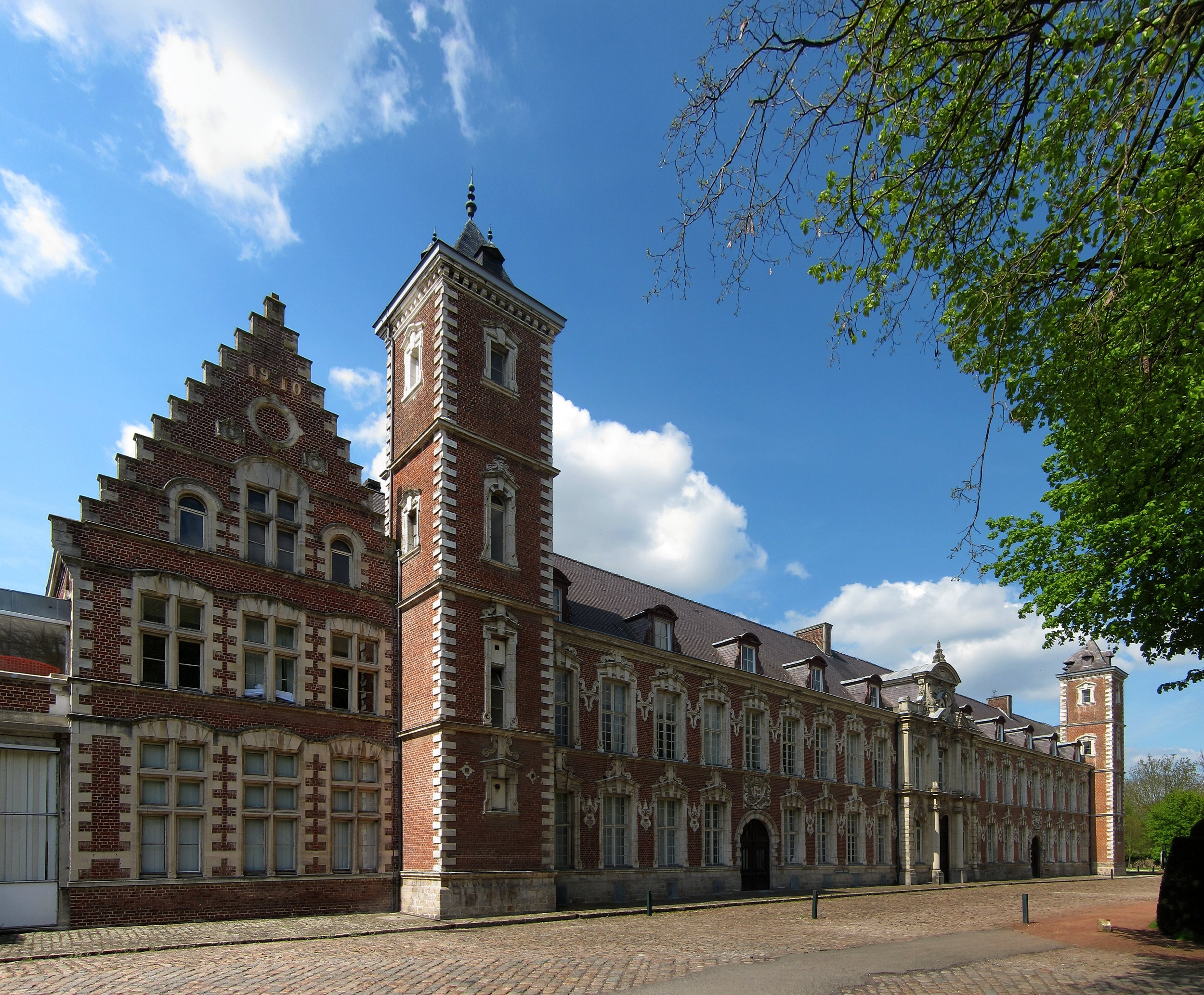
L'hôpital Notre-Dame.
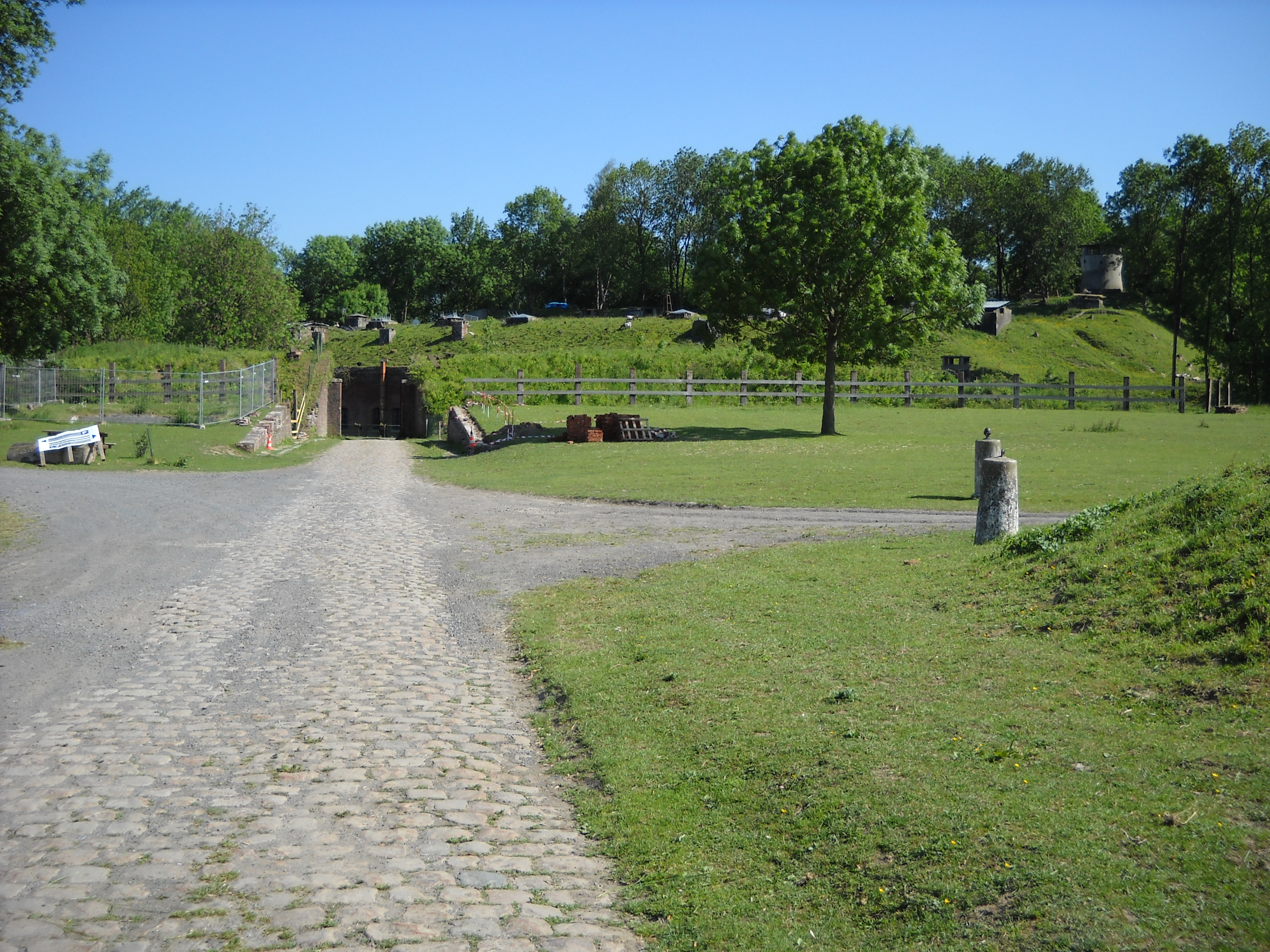
L'entrée du fort de Seclin.
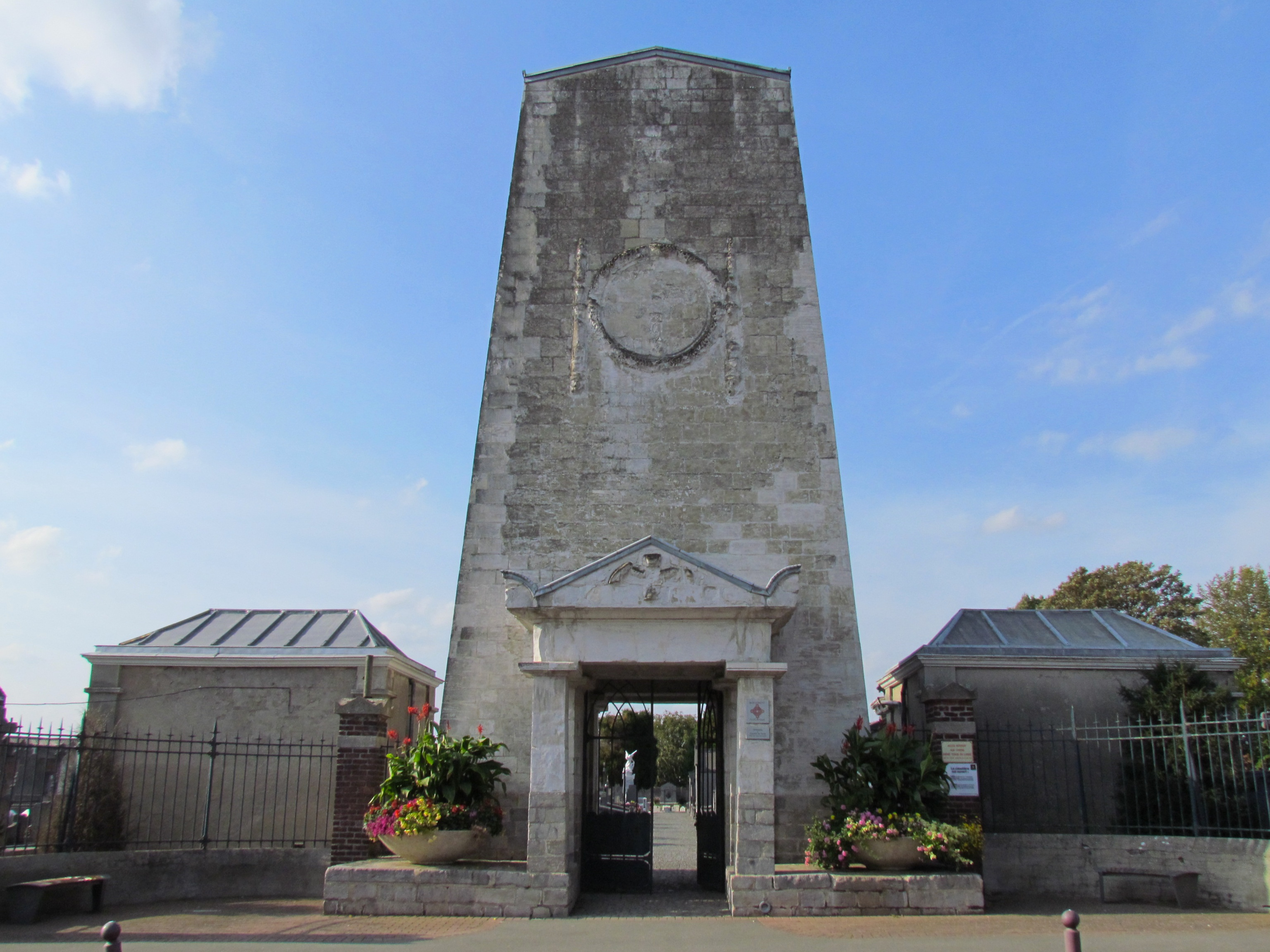
La porte du cimetière de Seclin.
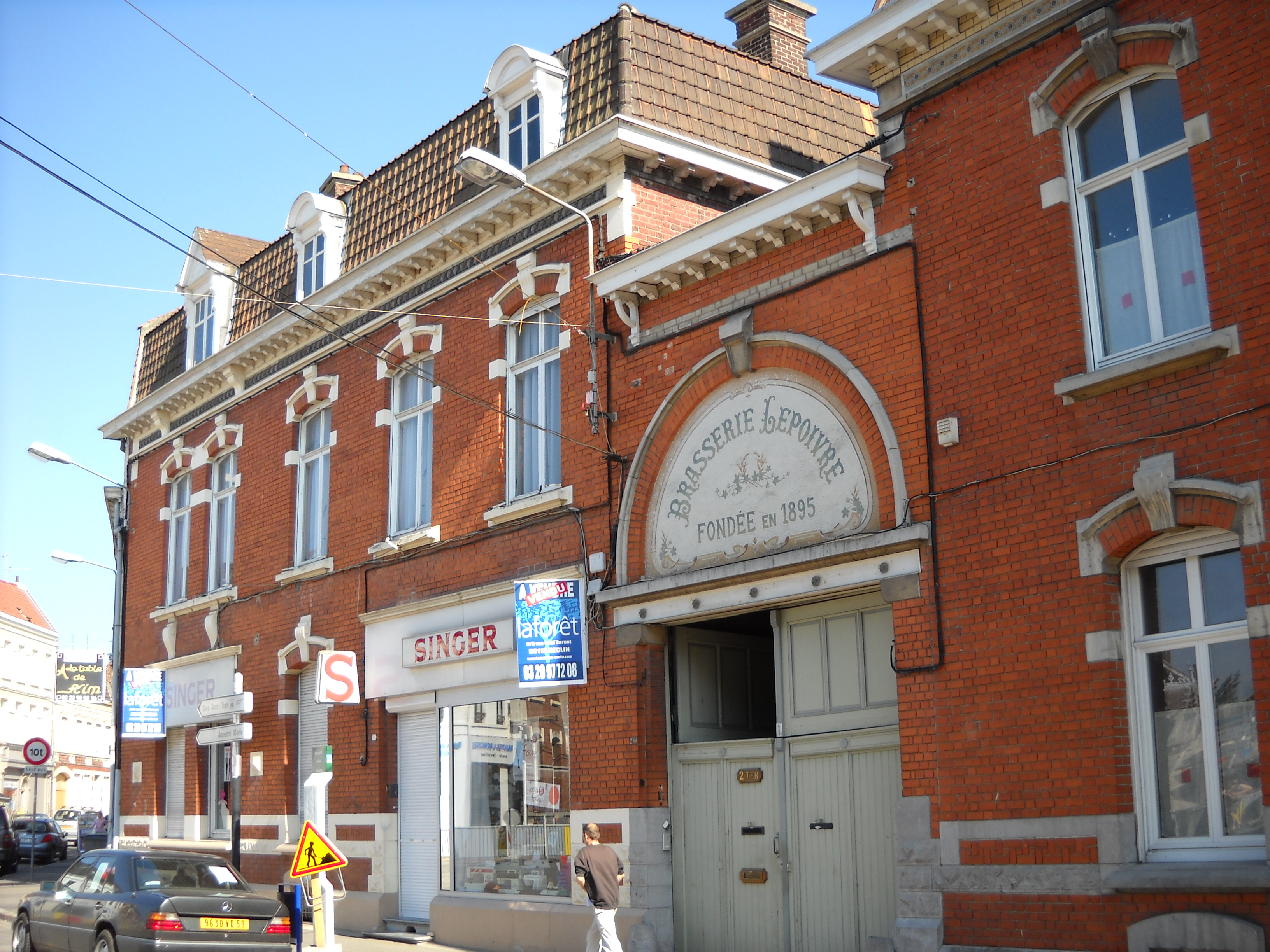
La brasserie Lepoivre.

## Sports
La ville compte de nombreux équipements sportifs :
- 1 piscine
- 4 salles de sport polyvalentes
- 6 courts de tennis (4 en salle et 2 en extérieur)
- 1 salle de gymnastique et musculation
- 5 terrains de football dont 1 synthétique
- 1 pas de tir à l'arc
- 1 salle de javelot
- 1 espace rollers
- 1 terrain multisports
- 1 centre d'équitation privé

En football, les joueurs de FC Seclin (DHR) s'illustrent lors de la Coupe de France de football 2009-2010 en écartant au 8e tour l'équipe d'Aire-sur-la-Lys qui évolue une division au-dessus, par 1 but à 0. En 1/32e de finale, ils rencontrent l'US Boulogne Côte d'Opale, qui joue 6 divisions au-dessus en ligue 1. Ils sont éliminés 4 buts à 1 le 9 janvier 2010 à 17 h au stadium Lille Métropole.
Seclin a vu naître plusieurs sportifs de haut niveau (voir ci-dessous).

## Personnalités liées à la commune
- Piat de Seclin, missionnaire, saint du Martyrologe romain
- Saint Eubert : évangélisateur des Flandres, mort à Seclin au IVe siècle.
- Guislain de Haynin, seigneur du Broeucq (à Seclin), 1er seigneur de Seclin, il se distingue en repoussant définitivement les Gueux, avec l'aide des habitants de Seclin, Gondecourt et Houplin.
- Wilmo du Riez (du Riou), né en 1210 à Seclin (1210-1250), vassal de la comtesse de Flandre Jeanne de Constantinople.
- Victor Mollet : architecte né le 22 août 1860 à Seclin dont il réalisa La Chapelle Saint-Piat ou encore l'Hotel de Ville ainsi que d'autres bâtiments à Seclin.
- André Couvreur né le 4 août 1865 à Seclin et mort le 2 avril 1944, médecin et écrivain de science-fiction.
- Marie-Virginie Duhem né le 2 août 1866 à Seclin et morte le 25 avril 1978, supercentenaire française et sœur de Victor Mollet.
- Arthur Ramette né le 12 octobre 1897 à Caudry (Nord) et décédé le 15 décembre 1988 à Seclin, homme politique français.
- Camille Delabre, né le 19 juillet 1906 à Courrières et mort le 1er octobre 2004 à Seclin, député du Pas-de-Calais, maire de Courrières, secrétaire des jeunesses socialistes, vice-président de la Fédération du Pas-de-Calais de l'Union des anciens déportés et internés français, secrétaire-adjoint de la fédération départementale de la S.F.I.O.
- Michel Autes, né en 1949, sociologue et homme politique français.
- Bruno Knockaert, né en 1954 à Seclin, footballeur français.
- Steeve Briois né le 28 novembre 1972 à Seclin, homme politique français et maire d'Hénin-Beaumont.
- Alex Kramp, né en 1974, dessinateur et scénariste de bande dessinée.
- Sarah Pitkowski, née le 13 novembre 1975 à Seclin, joueuse de tennis.
- Sébastien Enjolras, né le 4 avril 1976 à Seclin et mort le 3 mai 1997 à Arnage, pilote de course automobile français.
- Candie Herbert, née le 4 juin 1977 à Seclin, footballeuse française qui joue actuellement pour le A.S.J. Soyaux et en équipe de France de football (dernière sélection en 2010).
- Antony Gautier : arbitre de football, est né le 19 novembre 1977 à Seclin.
- Jean-François Bédénik, né le 20 novembre 1978 à Seclin, footballeur jouant à Neuchâtel Xamax en Suisse.
- Laurie Desorgher, journaliste française née le 21 octobre 1981 à Seclin[60].
- Stéphane Dumont, né le 6 septembre 1982, footballeur ayant évolué au LOSC et l'AS Monaco.
- Jérôme Lambert, né en 1984, coureur cycliste handisport.
- Sylvie Gruszczynski, née le 26 mai 1986, joueuse de basket-ball.
- André Ayew, né le 17 décembre 1989, footballeur jouant à Swansea RFC en Angleterre.
- Raphaëlle Rémy-Leleu, née le 28 janvier 1992 à Seclin, syndicaliste, femme politique et militante féministe française.
- Adrien Fourmaux, né le 3 mai 1995 à Seclin, pilote de rallye.
- Thomas Didillon, né le 28 novembre 1995 à Seclin, footballeur jouant au RSC Anderlecht.

## Folklore et Associations
Seclin a développé un important tissu associatif. En 2013, la ville abrite plus d'une centaine d'associations loi de 1901 dans différents domaines tels que la culture, la danse, le folklore, la musique, l'entraide et la solidarité, de défense des intérêts du citoyen, le sport, le jardinage ou encore les associations de quartiers.
Certaines de ces structures permettent même à la ville d'augmenter sa notoriété dans la région à travers les diverses manifestations et événements auxquels elles participent.
- Les géants Harengus Ier (1970) et Harengus Junior (2006).
- CMEM Les Amis du Centre Municipal d'Expression Musicale de Seclin
- IBERICA, Centre Culturel Ibérique du Nord, promotion des cultures Espagnoles et Portugaises dans la région.
- Office de Tourisme de Seclin & Environs
- AADVAH Association Aide et Défense des Victimes Accidentées et Handicapées du Nord
- Fleur d'Espoir, Aide Humanitaire, Aide aux malades qui souffrent de maladies attachées aux fonctions intellectuelles.
- L'union musicale de Seclin (Orchestre d'harmonie) est la plus ancienne association de la ville.
- Bol d'air Association, Aide aux personnes dans le besoin, créée en 2011.

## Jumelages
- Apolda (Allemagne)[61]
- Meguet (Burkina Faso)[62]
- Zabrze (Pologne)
- Larkhall (Écosse)